# Joaquín Blake
Joaquín Blake y Joyes (Málaga, 19 augustus 1759 – Valladolid, 27 april 1827) was een Spaans generaal die diende tijdens de napoleontische oorlogen.

## Biografie
Blake werd in Málaga geboren als zoon van een Galicische moeder en een Ierse vader. Zijn vader behoorde tot de vermogende familie Blake. In zijn vroege jeugd ging hij het leger in en was als luitenant actief in de Amerikaanse Onafhankelijkheidsoorlog. Zo was hij als onderofficier aanwezig bij het Beleg van Gibraltar. Tien jaar later was hij als kapitein betrokken bij de Spaanse invasie in Roussillon tijdens de Pyreneeënoorlog.
Bij het uitbreken van de Spaanse Onafhankelijkheidsoorlog in 1808 had hij de positie van luitenant-generaal bereikt en werd hij benoemd tot leider van het leger van Galicië. Hij verloor tegen de Fransen in de Slag bij Medina de Rioseco. Hij wist wel een tactische overwinning te behalen bij Pancorbo.
In 1810 nam Blake plaats in de zojuist opgerichte generale staf van Spanje. Na de restauratie van Ferdinand VII van Spanje werd Blake benoemd tot leidinggevend officier van het Koninklijke Spaanse leger.
Hij stierf in 1827 in Valladolid.
- Biblioteca Nacional de España: XX1312018
- Catàleg d'autoritats de noms i títols de Catalunya: 981058510679506706
- International Standard Name Identifier: 0000 0000 7696 8350
- Library of Congress Control Number: n2016030387
- SNAC: w6m35xfb
- Système universitaire de documentation: 253999782
- Virtual International Authority File: 106987339
- WorldCat: E39PBJfx68vmrB3qckXkGmdxXd